# Енциклопедія освіти
«Енциклопе́дія осві́ти» — перша в Україні довідково-аналітична праця, що вмістила різноманітну інформацію з розвитку всіх рівнів освіти, теорії, історії та практики української педагогічної та психологічної науки. Видання охоплює різні галузі знань — педагогіку, психологію, філософію, економіку, історію, мистецтво, етику, теорію управління, бібліотекознавство тощо.
Енциклопедію видано під егідою Академії педагогічних наук України. Головний редактор Василь Кремень.
Видання побачило світ 2008 року в Києві у Видавництві 
Під час презентації енциклопедії Василь Кремень зазначив: «Дотепер українські читачі могли користуватися лише словниками з окремих наук. Сучасний стан розвитку освіти потребує оновленої інформації енциклопедичного рівня, яка охоплює широкий реєстр понять, термінів, що відображають освіту як цілісний феномен, що розвивається. Таким виданням і стала «Енциклопедія освіти», в якій на належному рівні науковості, повноти і доступності відображено багато сучасних знань про освіту».